# Milenovice
Milenovice jsou vesnice, část města Protivín v okrese Písek v Jihočeském kraji. Leží v Českobudějovické pánvi na levém břehu řeky Blanice u jejího soutoku s Radomilickým potokem, asi dva kilometry jižně od Protivína.
Ve vsi jsou zachovány roubené i zděné domy lidové architektury. V severní části se nachází hospodářský manský dvůr, jehož obdélná budova se stopami sgrafit patří mezi největší renesanční stavby v českých zemích.

## Historie
První písemná zmínka o vesnici pochází z roku 1334. Nejcennějším historickým dokladem týkajícím se Milenovic, je latinská listina z 25. listopadu roku 1334, kterou jim Karel, v té době markrabě moravský, udělil zakládající privilegilum, jež mělo zlepšit životní podmínky zdejších obyvatel a zvýšit tak zisky z protivínského statku. V praxi to znamenalo, že vesnici vlastně nově založil. V této listině se výslovně uvádí, že Milenovice patří k protivínskému hradu.
Listina z roku 1337 je dokladem zájmu krále Jana Lucemburského o obec. Král v ní svoluje, aby si Pešek z Paběnic zabral v Milenovicích za věrnost králi dva lány. Další zmínka o dvoru v Milenovicich pochází až z roku 1457, kdy měli Protivín a Milenovice v zástavě Oldřich a Jan z Rožmberka. V roce 1540 předal Jan z Pernštejna statek Protivín s Milenovicemi své sestře Bohunce z Pernštejna a jejímu manželovi Ondřeji Ungnadovi ze Suneku.
V první polovině 16. století patřily Milenovice pánům z Hradce, kteří náleželi k rodu Vítkovců. V roce 1588 prodal jeho tehdejší majitel a pán na Zvíkově Jan Vilém z Vamberka dvůr v Milenovicích Štěpánu Vamberskému z Rohatce, který v okolí Protivína již vlastnil několik menších statků. V roce 1585 přistoupili tehdejší majitelé dvora k jeho rozsáhlé rekonstrukci. Původní dvůr byl ze dřeva, nový se už stavěl z trvanlivějšího materiálu, z cihel a kamene. Místnosti v poschodí nového dvora měly zasklená okna a vnitřní stěny byly opatřeny nástěnnými malbami. Vysoké stodoly zdejšího dvora pocházejí pravděpodobně až z druhé poloviny 17. století, stejně jako stodoly v Protivíně. Dokládá to letopočet 1686, který byl nalezen na pilíři jedné stodoly v Milenovicích.

## Obyvatelstvo
| Rok            | 1869 | 1880 | 1890 | 1900 | 1910 | 1921 | 1930 | 1950 | 1961 | 1970 | 1980 | 1991 | 2001 | 2011 | 2021 |
| -------------- | ---- | ---- | ---- | ---- | ---- | ---- | ---- | ---- | ---- | ---- | ---- | ---- | ---- | ---- | ---- |
| Počet obyvatel | 301  | 335  | 321  | 383  | 371  | 382  | 387  | 274  | 318  | 261  | 193  | 150  | 160  | 160  | 169  |
| Počet domů     | 40   | 42   | 43   | 46   | 44   | 46   | 59   | 64   | 64   | 57   | 51   | 55   | 61   | 66   | 74   |

## Obecní správa
Při sčítání lidu v letech 1850–1889 Milenovice byly osadou obce Chvaletice v okrese Písek. V letech 1890–1959 byly samostatnou obcí, se kterým patřily nejprve do okresu Písek, ale v roce 1950 v okrese Vodňany. Od roku 1960 jsou částí města Protivín v okrese Písek.

## Pamětihodnosti
- Výklenková kaple zasvěcená svatému Janu Nepomuckému se nachází ve vesnici v ohradní zdi, naproti čp. 1.[8]
- Nedaleko od výklenkové kaple se nachází kříž, který má ve svém spodním podstavci vloženou pamětní desku na počest padlých v první světové válce.
- Venkovské usedlosti čp. 2 a čp. 5 jsou vedené v Seznamu kulturních památek v okrese Písek.

## Galerie

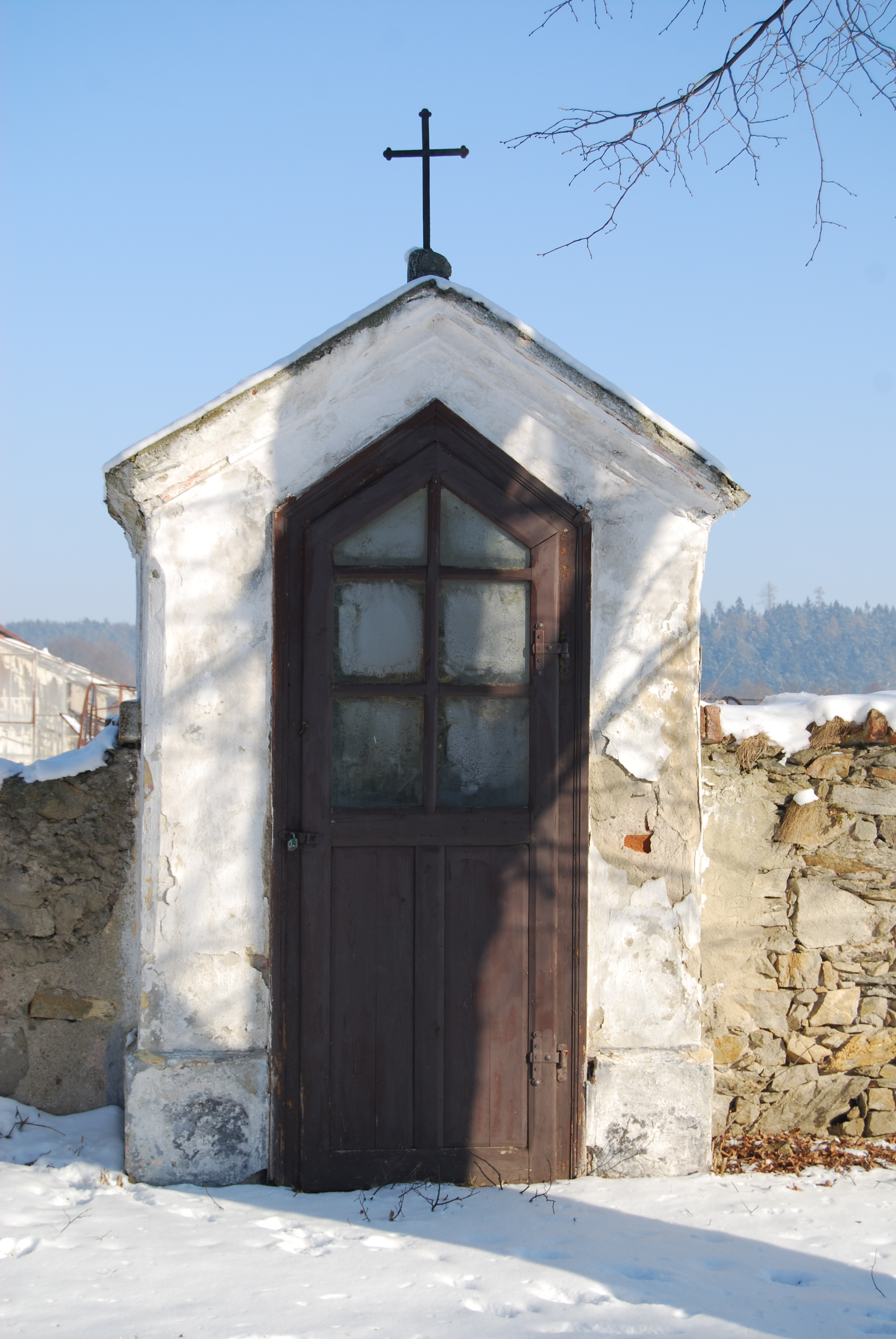
Kaple svatého Jana Nepomuckého
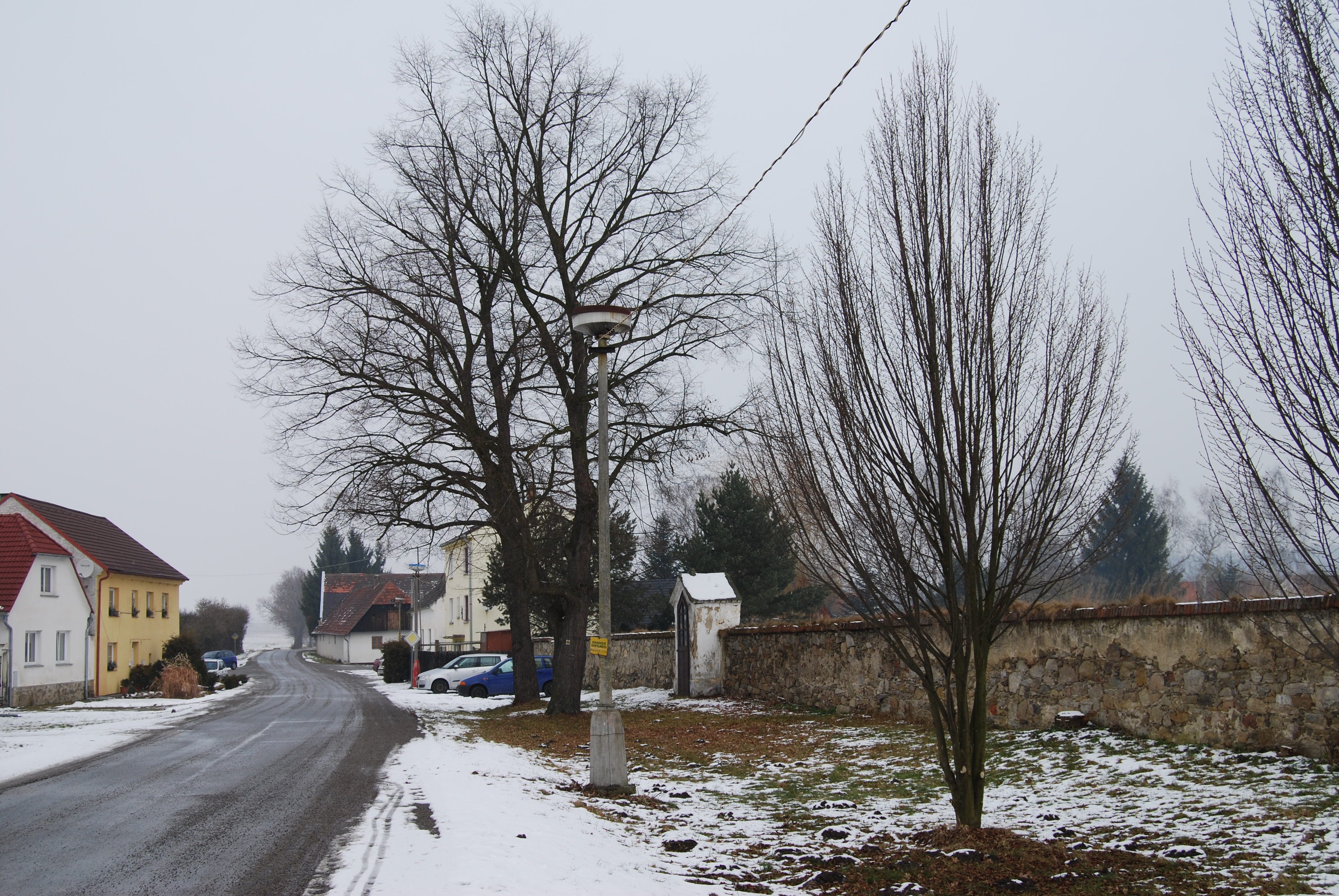
Pohled na část vesnice
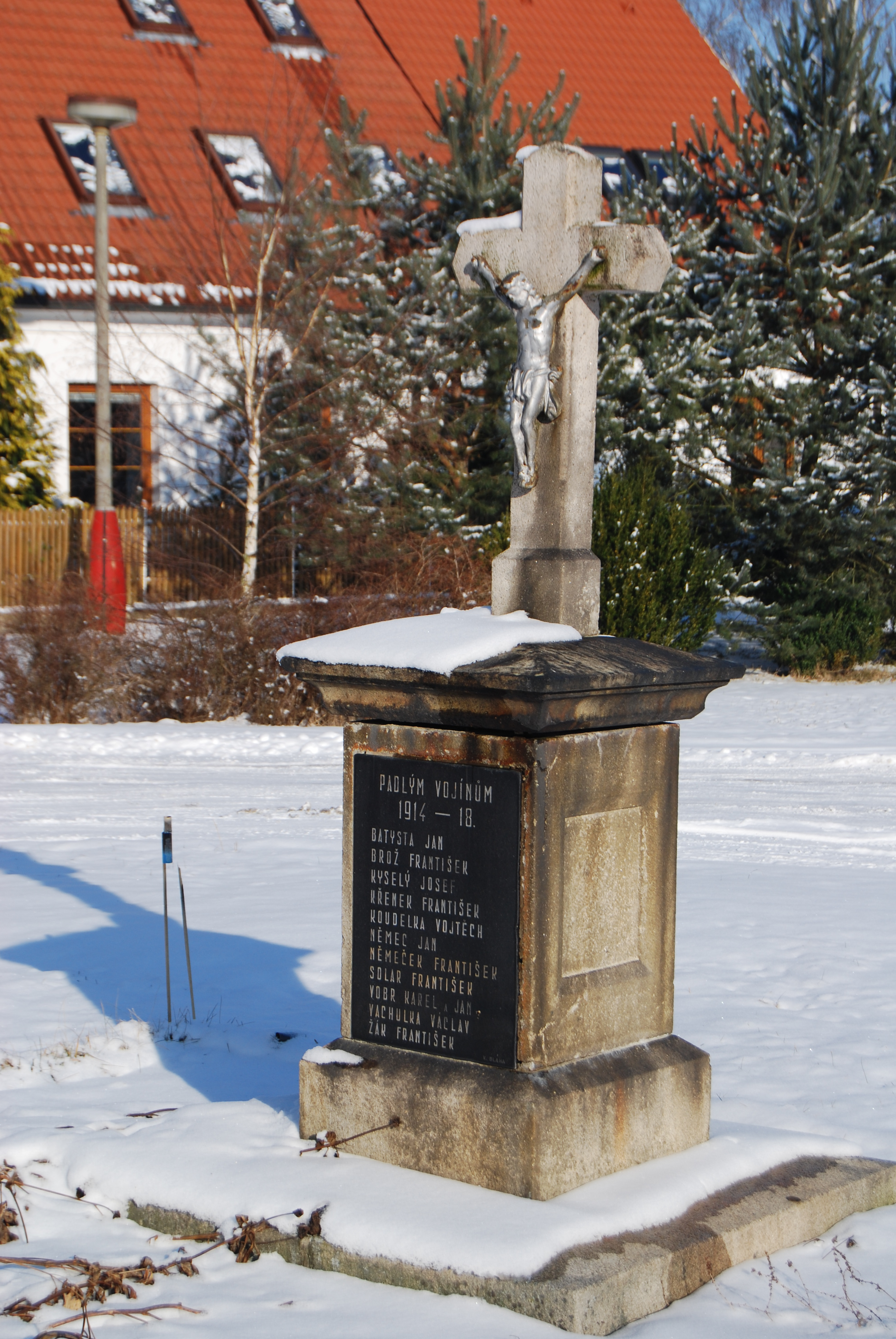
Kříž a pomník padlým
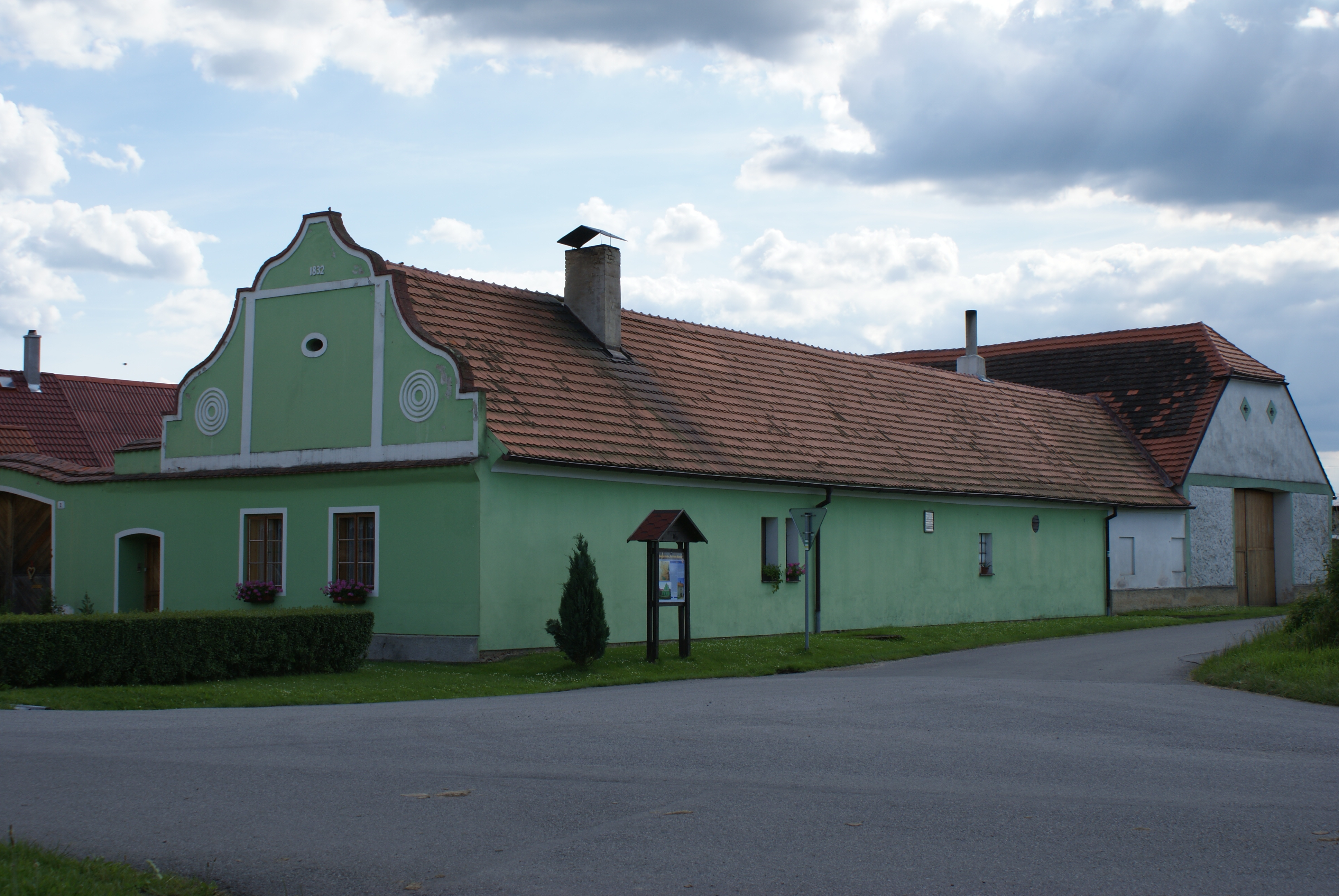
Usedlost čp. 2